# Faye Adams
Fanny Tuell (artiestennaam Faye Adams) (Newark, 22 mei 1923) is een Amerikaanse zangeres die in de jaren 50 drie rhythm-and-blues-hits had, waaronder "Shake a Hand". Ze is een pionier in de rhythm-and-bluesmuziek en haar liedjes gingen de komst van de soulmuziek vooraf.
Tuell, een dochter van gospel-zanger David Tuell, een prominent figuur in de Church of God in Christ, zong vanaf haar vijfde met haar zussen spirituals, waarmee ze ook wel op de radio kwam. Eind jaren veertig, begin jaren vijftig werkte ze in nachtclubs in New York, met songs over meer aardse onderwerpen. In Atlanta werd ze ontdekt door zangeres Ruth Brown, die ervoor zorgde dat ze met succes auditie kon doen voor Atlantic Records. Het label plaatste haar in de onofficiële huisband van het label, geleid door trompettist Joe Morris, waar ze de plek innam van Laurie Tate. Morris verhuisde zelf naar het label Herald Records en daar kwam in 1953 Adams' eerste single uit, Morris' compositie "Shake a Hand". Het gospelachtige nummer stond zo'n twee maanden op de eerste plaats in de Amerikaanse Billboard-R&B-lijst en haalde de 22ste plek in de poplijst. Met de opvolgers "I'll Be True" (later gecoverd door Bill Haley) en "It Hurts Me to My Heart" kwam ze eveneens op 1 in de R&B-lijst. In die periode verliet ze de band van Morris voor een solocarrière en ging ze toeren met een show, met onder meer The Drifters. Ze werd geafficheerd als "Atomic Adams". In 1955 stond ze een week in Apollo Theater in New York en trad ze op in de film Rhythm & Blues Revue, maar nieuwe hitsuccessen bleven uit. In 1957 maakte ze een overstap naar Imperial Records, maar ook toen deden haar singles, met uitzondering van "Keeper of My Heart" (no. 13 in de R&B-lijst) niet veel meer. Ze bleef tot in het begin van de jaren zestig opnemen voor enkele kleine labels, in 1963 zette ze er een punt achter om weer gospels te zingen en zich aan haar familieleven in New Jersey te wijden.
Disjockey Alan Freed noemde Adams "the little gal with the big voice". De Rhythm and Blues Foundation gaf haar in 1998 een 'Pioneer Award'.

## Discografie
- The Chronological Faye Adams 1952-1954, Classics
- Shake a Hand, Acrobat, 2008